# Сюзь
Сюзь — річка в Росії, протікає в Олександрівському районі Пермського краю. Гирло річки знаходиться в 23 км по лівому березі річки Чікман. Довжина річки становить 21 км.
Витік річки на Середньому Уралі на північний захід від вершини Няровскій Камінь (773 м НУМ). Тече головним чином в північно-західному напрямку,  має гірський характер. Притоки — Тала (правий), Полуденний (лівий). Все течія річки проходить по ненаселеній місцевості, серед гір і пагорбів, вкритих тайговим лісом. Впадає в Чікман вище селища Чікман.

## Дані водного реєстру
За даними державного водного реєстру Росії, відноситься до Камському басейновим округу, водогосподарська ділянка річки — Кама від міста Березники до Камського гідровузла, без річки Косьва (від витоку до Широківського гідровузла), Чусовая і Силва, річковий подбассейн річки — басейни приток Ками до впадання Білій. Річковий басейн річки — Кама.
За даними геоінформаційної системи водогосподарського районування території РФ, підготовленої Федеральним агентством водних ресурсів :
- Код водного об'єкта в державному водному реєстрі — 10010100912111100007116
- Код за гідрологічної вивченості (ГІ) — 111 100 711
- Код басейну — 10.01.01.009
- Номер томи по ГІ — 11
- Випуск за ГІ — 1